# Caimitillo
Caimitillo is een plaats (lugar poblado) in de gemeente (distrito) Panamá (provincie Panamá) in Panama. In 2010 was het inwoneraantal 1350. 
In 2019 wordt het een deelgemeente (corregimiento) door afscheiding van Chilibre